# Curături (okręg Jassy)
Curături – wieś w Rumunii, w okręgu Jassy, w gminie Ciurea. W 2011 roku liczyła 266 mieszkańców.